# Corupția în Turkmenistan
Corupția în Turkmenistan este o problemă larg răspândită, Turkmenistanul fiind clasat pe locul 11 în topul celor mai corupte țări de către Indicele de percepție a corupției din 2023.
În indicele de percepție a corupției din 2023 al Transparency International, care a evaluat 180 de țări pe o scară de la 0 („foarte corupt”) la 100 („necorupt”), Turkmenistanul a obținut scorul 18. În funcție de scor, Turkmenistanul s-a clasat pe locul 170 între cele 180 de țări din Index, unde țara clasată pe primul loc este percepută ca având cel mai onest sector public. Pentru comparație cu scorurile la nivel mondial, scorul mediu a fost 43, cel mai bun scor a fost 90 (locul 1), iar cel mai slab scor a fost 11 (locul 180). Pentru comparație cu scorurile regionale, cel mai bun scor între țările din Europa de Est și Asia Centrală a fost 53, scorul mediu a fost 35, iar cel mai slab scor a fost al Turkmenistanului, 18.
Potrivit unei declarații din august 2015 a Ambasadei SUA în Turkmenistan, corupția este „larg răspândită atât în sectorul public, cât și în cel privat” din țară. „Nu există consorții sau organizații de stabilire a standardelor în afara standardelor de stat turkmene și a agenției de acordare a licențelor. Nu există niciun organism independent pentru depunerea plângerilor. Cerințele privind publicarea informațiilor financiare nu sunt nici transparente, nici conforme cu normele internaționale. Întreprinderile guvernamentale nu sunt obligate să facă publice situațiile financiare, nici măcar pentru partenerii străini. Auditurile financiare sunt adesea efectuate de auditori locali, nu de firme recunoscute la nivel internațional.”
Ambasada SUA afirmă că guvernul Turkmenistanului „controlează strict fluxurile de schimb valutar, iar conversia sumelor în exces din moneda locală, manat, rămâne problematică. ... Deși Turkmenistanul a întreprins unele inițiative pentru îmbunătățirea protecției drepturilor de proprietate intelectuală (DPI), inclusiv crearea Agenției de Stat pentru Proprietate Intelectuală și semnarea unor convenții OMPI (Organizația Mondială a Proprietății Intelectuale), nu a adoptat proceduri administrative și civile cuprinzătoare pentru a îmbunătăți aplicarea DPI”. În plus, „sistemul de reglementare al țării nu este pus în aplicare în mod transparent, iar guvernul are influență asupra proceselor decizionale ale instanțelor”. Din cauza acestor și a altor probleme, Turkmenistanul a atras puține investiții din partea firmelor americane.

## Context
Acesta a luat naștere ca parte a Corupției în Uniunea Sovietică.
Toate țările care au făcut cândva parte din URSS se confruntă cu provocări speciale în ceea ce privește corupția. Potrivit American Security Project, corupția este cel mai important factor care împiedică aceste națiuni să se dezvolte în conformitate cu „liniile liberal-democratice”. Corupția îi împiedică pe mulți cetățeni ai acestor țări să urmărească orice dezvoltare și creștere economică în națiunile lor, inhibând în același timp investițiile străine.
Turkmenistanul face parte din regiunea Asiei Centrale, o zonă de foste republici sovietice în care nivelurile de corupție sunt neobișnuit de ridicate chiar și pentru statele post-sovietice. Potrivit Inițiativei regionale anticorupție, Turkmenistanul „se află într-un focar virtual de state corupte”. Asia Centrală are cea mai mare corupție percepută dintre toate regiunile post-sovietice. De la cele mai bune la cele mai rele, aceste regiuni sunt: Țările Baltice, Caucazul, Europa de Est, Rusia și Asia Centrală. Nivelul corupției percepute pare să crească pe măsură ce se călătorește de la vest la est, „abaterea majoră fiind că Caucazul este perceput ca fiind mai puțin corupt decât Europa de Est”.
Conform unei analize a indicelui de percepție a corupției din 2014, Estonia este considerată cel mai puțin corupt stat post-sovietic, iar Turkmenistanul cel mai corupt. Două țări din Asia Centrală, Turkmenistan și Uzbekistan, au fost numite „Cele mai rele dintre cele mai rele” de Freedom House în 2015. Doar alte șapte țări din întreaga lume au intrat în această categorie.
„Corupția în Asia Centrală post-sovietică este ceva foarte familiar pentru oamenii care trăiesc în regiune”, afirmă o sursă. „Fără mită, cineva este sortit să își vadă cazul întârziat pentru mult timp, de foarte multe ori dincolo de termenele definite de legi." O altă sursă afirmă că în Asia Centrală ”poți cumpăra orice, nu doar produse standard în numeroase supermarketuri recent deschise, ci și documente civile unice, diplome universitare, certificări, tancuri, avioane de luptă și alte lucruri utile.” Sursa descrie corupția ca fiind „omniprezentă”, afirmând că angajații guvernamentali „sunt dependenți de «puținii bani» suplimentari din cauza veniturilor lunare mici”, în timp ce „rectorii universităților supraveghează vânzarea de diplome și teste pentru examenele de admitere, deoarece este singura sursă de finanțare a școlii”.
La nivelurile inferioare ale societății din Asia Centrală, „corupția este un mod de viață, iar cu cât urci mai sus, cu atât furtul devine mai mare. Din păcate, se pare că corupția încearcă să monopolizeze mecanismul concurenței pe piață, iar formele acesteia devin din ce în ce mai sofisticate. ... Reformele de piață pe jumătate elaborate, prost concepute și implementate în mod inadecvat stimulează corupția." O sursă rezumă situația după cum urmează: „Fie că este vorba de solicitarea unui nou pașaport, de înregistrarea la o nouă locuință sau chiar de găsirea unei grădinițe pentru copilul dumneavoastră - mita este cel mai simplu mod de a face totul mai repede și fără probleme".
„Nivelul ridicat al corupției în statele din Asia Centrală”, explică o sursă, „poate fi atribuit salariilor mici ale funcționarilor publici, numeroaselor oportunități de corupție din ultimul deceniu, rădăcinilor istorice și lipsei de voință politică în punerea în aplicare a măsurilor anticorupție.” Două „puncte pozitive” sunt faptul că „corupția percepută în Asia Centrală este în scădere în timp, iar nivelurile fluxurilor financiare ilicite (IFF) au fost destul de scăzute.” Cu toate acestea, pe măsură ce regiunea continuă să înregistreze creștere economică, fără standarde de responsabilitate, elitele vor avea acces la îmbogățirea ilicită din industriile de resurse naturale în expansiune.
Potrivit unui raport din ianuarie 2014 al Curții Europene de Conturi (ECA), „corupția locală și lipsa de cooperare din partea guvernelor” sunt „principalii factori care stau la baza eșecului ajutorului pentru dezvoltare acordat de UE în Asia Centrală”. Curtea a criticat modul în care „Serviciul pentru acțiune externă al Comisiei Europene (SEAE) a gestionat asistența pentru dezvoltare în țările din Asia Centrală între 2007 și 2012”. Raportul Curții de Conturi a afirmat că SEAE „a furnizat asistență unui număr mai mare de sectoare decât este în concordanță cu cele mai bune practici”.
Într-un articol din septembrie 2015, Matthew Crosston a sugerat că corupția „este, fără îndoială, mai importantă în regiunile lumii care trec în prezent, într-o formă sau alta, prin tranziția democratică și intrarea în economia de piață globală”, cum ar fi națiunile de pe litoralul Mării Caspice.
Turkmenistanul a avut în mod regulat cele mai proaste statistici privind corupția din regiune. Țara este „extrem de coruptă și vulnerabilă la prostii. ... Utilizarea necorespunzătoare a veniturilor statului a îndepărtat mulți investitori și a condus la niveluri ridicate de corupție.” În timp ce regiunea «are o medie de numai 13% în ceea ce privește controlul corupției la nivel guvernamental», scorul Turkmenistanului este de numai 2%; în timp ce scorul mediu al regiunii pentru «statul de drept» este de 25%, Turkmenistanul are un scor de numai 4%; în timp ce regiunea are un scor mediu de 13% pentru «voce și responsabilitate», Turkmenistanul are un scor pe care un site web îl caracterizează drept «ridicol» de 1%.
O sursă compară Turkmenistanul cu vecinul său Kazahstan. Corupția este endemică în ambele țări, dar în timp ce Kazahstanul are „un sector privat liber și o clasă de mijloc emergentă care creează locuri de muncă”, Turkmenistanul are o economie stagnantă în care „singura sursă tangibilă de locuri de muncă este un acord privind gazele cu China”. De asemenea, în timp ce mass-media din Kazahstan și Uzbekistan relatează despre corupția conducătorilor acestor țări, în Turkmenistan familia președintelui și activitățile lor de afaceri, corupte sau nu, sunt ținute „departe de atenția publică”. O altă sursă afirmă că, în ceea ce privește corupția, „atât Uzbekistanul, cât și Turkmenistanul se înrăutățesc de la an la an”.
În 2000, vicepreședintele Băncii Mondiale, Johannes Linn, a numit Turkmenistanul drept „singura fostă republică sovietică în care împrumuturile au fost suspendate din cauza unor acuzații de corupție”. Cinci firme occidentale au primit „interdicție de a lucra la orice proiect al Băncii Mondiale” în Turkmenistan din cauza „presupusei fraude și corupții - inclusiv plata de mită către autoritățile turkmene în încercarea de a obține contracte pentru proiecte finanțate de Bancă”.

## Guvern

### Puterea președintelui
Turkmenistanul este considerat unul dintre cele mai represive regimuri de pe glob. Atât primul său președinte, Saparmurat Niiazov, care a murit în 2006, cât și succesorul său, Gurbangulî Berdîmuhamedov, au exercitat puterea absolută. Parlamentul este o ștampilă de cauciuc, regimul este plin de rude ale lui Berdîmuhamedov, majoritatea opozanților regimului sunt stabiliți în străinătate, iar majoritatea celor care nu sunt în străinătate sunt în închisoare. Berdîmuhamedov însuși este cel care selectează companiile străine pentru contractele majore. „Majoritatea investițiilor străine”, a declarat o sursă, „sunt reglementate prin decrete prezidențiale specifice proiectelor, care pot acorda privilegii care nu sunt prevăzute de legislație”.
Berdîmuhamedov „are o autoritate incontestabilă asupra tuturor deciziilor și, prin urmare, are capacitatea de a direcționa bani pentru a finanța dezvoltări urbane luxoase și stiluri de viață personale grandioase”. Nepoții lui Berdîmuhamedov, în special fiul surorii sale Anabat, ar fi, de asemenea, jucători importanți în sectorul afacerilor. Într-adevăr, un raport Reuters din octombrie 2011, citând telegrame diplomatice divulgate, îl descria pe Berdîmuhamedov drept „un mincinos deșănțat acuzat de corupție la scară largă” și drept „un obsedat de control care semnează personal lucruri mărunte, cum ar fi programul de lucru pentru medicii importanți din capitală”.
Se crede că Berdîmuhamedov și asociații săi au deturnat fonduri guvernamentale în conturi bancare private, iar regretatul președinte Niiazov ar fi făcut același lucru. Se pare că rudele președintelui dețin poziții importante în industrii-cheie. Se spune că elitele națiunii au cultivat puterea prin punerea în aplicare a unui sistem de patronaj pentru a se asigura că persoanele loiale urcă în ierarhie. Întreaga economie este controlată de un „număr limitat de rețele de patronaj comandate de Berdîmuhamedov”, fiecare având propria sa sferă de influență. Acest aranjament a generat o „cultură a mitei, a nepotismului și a deturnării de fonduri”, luarea de mită fiind „deosebit de răspândită în agențiile vamale, de acordare a licențelor și de servicii sociale”.
În 2013, Tom Mayne de la Global Witness credea că Turkmenistanul, sub Berdîmuhamedov, era „chiar mai corupt decât sub conducerea lui Niiazov”. În timp ce Niiazov evita, în general, nepotismul și favoritismul regional, se spune că Berdîmuhamedov a făcut frecvent contrariul. Potrivit Freedom House, cele mai bune modalități pentru firmele străine de a intra pe piața turkmenă sunt de a stabili „o relație personală cu președintele sau, alternativ, de a lucra prin intermediul unor oameni de afaceri străini consacrați sau al unor oficiali străini de rang înalt”. În timpul primilor trei ani la putere ai lui Berdîmuhamedov, „prețul prezentărilor către acesta” a crescut „cu 10-15%, mult peste rata inflației”.
Sistemul turkmen oferă președintelui controlul total asupra veniturilor din vânzarea hidrocarburilor, care reprezintă principala sursă de venit a națiunii. Guvernul folosește aceste fonduri „pentru a finanța servicii de securitate omniprezente și proiecte de construcții deșănțate, precum și pentru a-și asigura sprijinul rețelelor de clientelism. Freedom House îl descrie pe Berdîmuhamedov ca prezidând un sistem care îi permite să își însușească în mod legal profiturile din petrol și să le aloce pentru uz personal sau bunuri materiale pentru stat.
Un raport din 2009 a citat un diplomat american care a declarat că se știe că societățile energetice oferă „mici cadouri” oficialilor pentru a aranja întâlniri cu Berdîmuhamedov și cu alte personalități de nivel înalt. Același diplomat a susținut că Itera, un holding rusesc de gaze, i-a oferit președintelui un iaht de 60 de milioane de dolari numit Galkeniș pentru a „accelera încheierea” unui contract care implică lucrări de gaze în Marea Caspică. În timpul primilor trei ani la putere ai lui Berdîmuhamedov, „prețul prezentărilor către acesta a crescut cu 10-15%, mult peste rata inflației”.

### Preferințe tribale
Regretatul președinte Saparmurat Niiazov „a reintrodus descendența genealogică drept criteriu pentru angajarea în sectorul public”, susținând că țara ar trebui să se uite la „experiența strămoșilor noștri, care și-au ales conducătorii, comandanții militari și judecătorii dintre cei mai demni compatrioți cu standarde morale ridicate”.

### Alegeri
Alegerile sunt fraudate. Deși alegerile parlamentare din decembrie 2013 au fost considerate a fi primele alegeri multipartite din Turkmenistan, acestea au fost „fundamental necompetitive, deoarece toți candidații erau proguvernamentali și verificați anterior de conducerea guvernului”. În 2016, Berdîmuhamedov a fost reales pentru al doilea mandat cu 97% din voturi.

### Lipsa de transparență
„Pentru a încerca să ascundă corupția” care este răspândită în Turkmenistan, afirmă o sursă, «statul nu publică rapoarte privind cifrele economice sau bugetul național.» Freedom House afirmă că există «o lipsă notabilă de transparență» în Turkmenistan «în ceea ce privește cifrele economice, inclusiv veniturile guvernamentale, cheltuielile și conturile extrabugetare». Bugetul națiunii „nu este publicat în întregime, iar cifrele care sunt făcute publice sunt adesea incorecte, fiind modificate pentru a da o impresie falsă de creștere economică”. Conform unui raport al Ambasadei SUA, Turkmenistanul nu dispune de mecanisme care să impună transparența sau responsabilitatea în rândul întreprinderilor de stat.

### Corupție la nivel inferior
Pe lângă corupția funcționarilor guvernamentali de nivel înalt, care iau mită masivă în schimbul acordării de contracte firmelor străine, Turkmenistanul este plin de „corupție domestică”, ceea ce înseamnă că produsele de necesitate zilnică, precum educația și medicamentele, necesită mită. Mita este atât de răspândită încât cetățenii nu sunt, în general, conștienți de prezența sau semnificația acesteia. Mita este atât de răspândită în Turkmenistan, conform unei telegrame diplomatice americane din 2010, încât „publicul se așteaptă să plătească mită în timpul aproape oricărei interacțiuni cu guvernul”. Cablul continuă enumerând costurile unei mite pentru infracțiuni rutiere: trecerea pe roșu, 50 de dolari; conducerea în stare de ebrietate, 150-220 de dolari; amenzile de viteză sunt uitate pentru doar 5-30 de dolari.
Cetățenii turkmeni trebuie să plătească mită pentru a intra în spitale, pentru a-și înscrie copiii în școli și universități „mai prestigioase”, pentru a înregistra prețuri de vânzare fals mai mici atunci când înregistrează o achiziție de proprietate, pentru a obține licențe pentru afaceri. „Aproape 70% din permisele de conducere au fost pur și simplu cumpărate la prețul de 50-70 de dolari”. Oamenii de afaceri spun că „costurile lor ridicate se datorează plăților pe care trebuie să le facă funcționarilor guvernamentali pentru sancțiuni, credite bancare și permise”. De asemenea, „rolul paternalist al guvernului în organizarea și subvenționarea industriilor preferate conduce la beneficii sociale directe și creează posibilități de rent-seeking și de luare de mită. Privilegiile sunt distribuite sub formă de legislație în interes special, protecție tarifară, sprijin pentru prețuri. Patronajul rezultat permite statului să fie capturat de grupuri de interese private restrânse.”
Sub Berdîmuhamedov, se pare că acest tip de corupție la nivel inferior este chiar mai răspândit decât sub Niiazov, deoarece atunci când Niiazov era la conducere, potrivit lui Michael Laubsch de la Eurasian Transition Group, instituțiile sovietice au rămas în vigoare, lăsând puțin loc pentru acest tip de activitate. Cu toate acestea, odată cu privatizarea, apar mai multe oportunități pentru funcționari de a profita de avantaje.

## Corupția în afaceri

### Investiții străine
În Turkmenistan, conform Ambasadei SUA în această țară, dezvoltarea unei relații cu guvernul este esențială pentru a face afaceri. Firmele americane identifică corupția răspândită, în special rent-seeking, drept cea mai mare barieră în calea investițiilor în Turkmenistan. O astfel de corupție „este cea mai răspândită în domeniul achizițiilor publice, al acordării licențelor și al vămilor”. Regimul turkmen, afirmă Ambasada SUA, este extrem de selectiv atunci când își alege partenerii de investiții, ceea ce face aproape imposibilă derularea cu succes a afacerilor fără o legătură în guvern.
Tom Mayne de la Global Witness avertizează că societățile străine care decid să facă afaceri în Turkmenistan ar trebui să știe că „fac afaceri cu un guvern irațional, predispus la schimbări de dispoziție” și că, atunci când se finalizează un contract, guvernul turkmen „le poate îndemna să coopereze cu parteneri necunoscuți și nesiguri, deoarece acest lucru este benefic pentru autorități dintr-un anumit motiv”. În plus, aceste companii străine vor fi obligate să se angajeze în activități care încalcă „legislația SUA sau a Regatului Unit privind combaterea corupției”.
Privatizarea în țară a fost în mare parte ascunsă, procesele de licitație pentru contractele publice desfășurându-se adesea în spatele ușilor închise. În plus, se spune că, pentru a avea acces la procesul de licitație, trebuie mai întâi să primești aprobarea unei agenții de stat. Un alt factor important este faptul că toate terenurile din țară sunt în proprietatea guvernului. Nicio întreprindere, națională sau străină, nu poate primi contracte de închiriere pe termen lung pentru utilizarea neagricolă a terenurilor. Președintele deține puterea supremă de a acorda licențe în scopuri neagricole.
Deși guvernul turkmen a încercat „să introducă un element de concurență pentru contractele de stat anunțând licitații internaționale pentru unele proiecte”, contractele sunt încă adesea atribuite pe criterii politice, nu economice, iar procesul „este adesea prost gestionat și netransparent”. O firmă americană „a fost informată că a câștigat o licitație și a început să investească în designul proiectului, doar pentru a fi informată că guvernul analizează alte opțiuni. În cele din urmă, proiectul a fost atribuit de guvern unei noi companii la un preț de două ori mai mare decât oferta companiei americane”.
O lege privind licitațiile, care a intrat în vigoare la 1 iulie 2015, „urmărește să dezvolte concurența între ofertanți, să asigure transparența și punerea în aplicare eficientă a procedurilor de licitație, precum și respectarea standardelor internaționale”, dar până în prezent nu este clar dacă legea a dus la o mai mare onestitate și transparență. De asemenea, orice contract cu o firmă străină trebuie să fie aprobat de Bursa de Stat a Mărfurilor și Materiilor Prime, Banca Centrală, Camera Supremă de Control și Cabinetul de Miniștri. Acest proces „nu este transparent și este adesea determinat politic” și nu există nicio garanție că „informațiile furnizate de companii guvernului Turkmenistanului vor fi păstrate confidențiale”.
Telegramele diplomatice americane făcute publice de Wikileaks au numit industria construcțiilor drept cea mai coruptă din țară, menționând că antreprenorii umflă în mod regulat prețurile cu până la 30 % pentru a plăti mită. Se spune că antreprenorii străini fac în mod regulat plăți ilicite către oficiali turkmeni.

### Acuzațiile Deutsche Bank
Un raport din martie 2009 al Global Witness a criticat Deutsche Bank pentru că i-a permis fostului președinte Saparmurat Niiazov să deturneze miliarde din fondurile publice către un cont bancar personal. Niiazov a fost acuzat că a ascuns până la 3 miliarde de dolari din veniturile de stat din energie din 1995 până la moartea sa în 2006. Raportul a mai afirmat că „Turkmenistanul este singura țară pe care Global Witness a întâlnit-o vreodată în care niciuna dintre bogățiile resurselor naturale nu părea să ajungă în bugetul guvernului”. Deutsche Bank a refuzat să comenteze dacă și alți membri ai familiei sau oficiali guvernamentali au conturi.

### Cazul Daimler
În aprilie 2010, filialele germane și ruse ale Daimler, care produc automobilele Mercedes-Benz și Smart, au convenit să pledeze vinovat la acuzații penale și să plătească Departamentului de Justiție al SUA o amendă de 185 de milioane de dolari în schimbul respingerii unui proces împotriva Daimler pentru încălcarea normelor de „comerț echitabil”. Între timp, firma mamă și divizia sa chineză au fost de acord „să suspende urmărirea penală timp de doi ani, atât timp cât respectă anumite condiții”. Daimler a fost acuzată de „mituirea unor oficiali străini în cel puțin 22 de țări ... între 1998 și 2008, conform documentelor judiciare publicate ieri”. Printre aceste țări se numără Turkmenistanul. Daimler și distribuitorul său au încercat să intre pe piața turkmenă în 2000, prezentând „unui oficial turkmen de rang înalt” o mașină blindată în valoare de 300.000 de euro și aranjând publicarea a 10.000 de exemplare în limba germană ale „ghidului cvasi-spiritual pentru națiune” al președintelui Niiazov, The Ruhnama (Cartea sufletului).

## Eforturile anticorupție
Ambasada SUA a remarcat faptul că Turkmenistanul nu are „nicio organizație independentă de supraveghere ... care să monitorizeze corupția”. Ministerul Afacerilor Interne, Ministerul Securității Naționale și Procuratura Generală sunt responsabile din punct de vedere tehnic pentru combaterea corupției, iar Berdîmuhamedov a declarat că nu va tolera corupția. Însă acestea sunt considerate în general garanții deșarte. În noiembrie 2000, potrivit unei surse, „funcționari de la Procuratura Generală din Turkmenistan, de la Parlament, de la mai multe ministere, de la Serviciul Fiscal și de la agențiile de aplicare a legii au participat la un atelier de două zile ... axat pe punerea în aplicare a Convenției ONU împotriva corupției. Centrul OSCE din Ashgabat a organizat atelierul împreună cu Oficiul Națiunilor Unite pentru Droguri și Criminalitate (UNODC), Biroul coordonatorului activităților economice și de mediu ale OSCE și Ministerul de Externe al Turkmenistanului pentru a ajuta Turkmenistanul să își dezvolte cadrul juridic privind combaterea corupției. Participanții externi au discutat principalele dispoziții ale convenției și experiențele de punere în aplicare a programelor anticorupție din Kazahstan, Letonia, Rusia și Uzbekistan. Reprezentanții OCDE și OSCE au prezentat, de asemenea, activitățile organizațiilor lor în domeniul combaterii corupției.”
În martie 2005, Turkmenistanul a adoptat Convenția ONU împotriva corupției. Cu toate acestea, Turkmenistanul nu este membru al Convenției OCDE privind combaterea mituirii funcționarilor publici străini în tranzacțiile comerciale internaționale. În ianuarie 2010, Turkmenistanul a înființat o unitate de informații financiare în cadrul Ministerului de Finanțe, cu scopul de a spori eforturile de combatere a spălării banilor și a finanțării terorismului. La 1 ianuarie 2012, băncile din Turkmenistan au trecut la Standardele internaționale de raportare financiară (IFRS). Agențiile guvernamentale ale țării au trecut la Standardele naționale de raportare financiară (NFRS) în ianuarie 2014.
În octombrie 2012, Berdîmuhamedov „a anunțat că Turkmenistanul va adera la Egmont Group, o organizație internațională specializată în schimbul de cele mai bune practici în domeniul AML/CFT. A declarat că aderarea Turkmenistanului va demonstra comunității internaționale angajamentul său de a combate spălarea banilor și finanțarea terorismului”. Cu toate acestea, din august 2015, Turkmenistanul nu a aderat încă la Egmont Group.
În martie 2014, parlamentul turkmen a adoptat o lege anticorupție care a stabilit „un cadru juridic și instituțional pentru a ajuta la identificarea cazurilor de corupție”. În temeiul acestei legi, anumitor categorii de funcționari publici li s-a interzis pentru prima dată „să se angajeze în activități antreprenoriale, să deschidă conturi în bănci străine, să accepte cadouri, contrar ordinii stabilite, să primească titluri onorifice și speciale, premii și alte însemne ale unor state străine, organizații internaționale și partide politice. De asemenea, funcționarii publici trebuie să furnizeze informații despre veniturile, cheltuielile și bunurile lor, precum și despre veniturile, cheltuielile și bunurile [soților] și ale copiilor lor minori.” Cu toate acestea, Ambasada SUA a remarcat că, având în vedere „instituțiile juridice slabe” ale țării, este „dificil de văzut cum această lege ar putea fi aplicată în mod eficient”. De asemenea, deși Turkmenistanul are legi anticorupție, acestea nu sunt în general aplicate.
În septembrie 2014, șapte oficiali turkmeni din cadrul guvernului și al organelor de aplicare a legii au participat la o vizită de studiu organizată de OSCE la Riga. Scopul a fost ca vizitatorii „să observe modul în care mecanismele anticorupție și de combatere a spălării banilor sunt puse în aplicare în practică” în Letonia.
În cadrul unei reuniuni a cabinetului din 9 iulie 2015, Berdîmuhamedov a demis mai mulți înalți funcționari, inclusiv ministrul economiei și dezvoltării, un vicepremier care supraveghea sectorul economic și financiar și un vicepremier responsabil cu agricultura. Președintele i-a acuzat de implicare în luare de mită și a mai spus că aceștia „nu au reușit să evalueze impactul crizei mondiale asupra economiei Turkmenistanului”. Televiziunea de stat a raportat că „80 de lucrători din domeniul bancar, fiscal și al serviciilor financiare” au fost „acuzați de comiterea diferitelor infracțiuni” în „ultima perioadă”.
În 2019, șeful poliției naționale, ministrul Afacerilor Interne Isgender Mulikov, a fost condamnat și închis pentru corupție. În 2020, viceprim-ministrul pentru educație și știință, Pürli Agamiradov, a fost demis pentru eșecul de a controla mita în educație.